# Ya-Sin
Als Yā-Sīn (arabisch يس) wird die 36. Sure des Koran bezeichnet. Sie besteht aus 83 Versen.

## Bezeichnung und Datierung
Die Bezeichnung der Sure folgt dem ersten Vers der 36. Sure des Koran, nämlich: Ya-Sin. Damit sind Buchstaben ي / Yāʾ und س / Sīn gemeint, die auf Arabisch genauso ausgesprochen werden.
Der Name der Sure gehört damit zu den sogenannten geheimnisvollen Buchstaben, die am Anfang von insgesamt 29 Koransuren stehen und deren Bedeutung bis heute nicht eindeutig geklärt ist. Der Name Yasin ist aus der Bezeichnung der Sure abgeleitet und wird im islamischen Kulturkreis häufig verwendet.
Die Entstehungszeit der Sure liegt um 615 bis 620 und ist damit der zweiten Periode der mekkanischen Verkündigung des Korans zuzuordnen. Vers 36,46 wird nach geläufigen Angaben der Tradition aus Medina datiert; Vers 36,12 wird von at-Tirmidhī so interpretiert, dass er sich auf einen Stamm bezieht, der in der Umgebung Medinas lebte. Tilman Nagel findet diese Datierungen nicht überzeugend.
Nach as-Suyūtī ist anzunehmen, dass Vers 36,47 in Medina entstand.

## Inhalt und Rezeption
In der Sure geht es um die Sendung Mohammeds, die Strafgerichte, die Allmacht und die Huld Gottes sowie um die Auferstehung und Vergeltung im Jenseits nach den Werken.
Die Sure wird beim Tod und beim Begräbnis von Muslimen rezitiert, wodurch ihre Verse recht bekannt sind. Sie sollen den Gläubigen Trost spenden und in ihnen die Hoffnung auf die Barmherzigkeit Gottes wecken.

## Auszug aus der Übersetzung
„Im Namen Allahs des Erbarmers, des Barmherzigen!"

1. Y.S. (Ya-Sin)

2. Beim weisen Koran!

3. Du bist wirklich einer der (von Gott) Gesandten

4. und (befindest dich) auf einem geraden Weg.

5. (Er – d.h. der Koran – ist) vom Mächtigen und Barmherzigen (als Offenbarung) herabgesandt,

6. damit du Leute (mit ihm) warnst, deren Väter (noch) nicht gewarnt worden sind, so daß sie nichts Böses ahnen.

7. Aber nun ist ja das Wort (der Vorherbestimmung) an den meisten von ihnen in Erfüllung gegangen (wörtlich: wahr geworden), so daß sie nicht glauben.

8. Wir haben ihnen (gleichsam?) (die Hände in) Fesseln an den Hals getan, und die gehen (ihnen) bis zum Kinn, so daß sie den Kopf (krampfhaft) hochhalten (und in ihrer Tätigkeit gehemmt sind).

9. Und wir haben (gleichsam) vor ihnen einen Wall errichtet, und ebenso hinter ihnen, und sie (damit von vorne und von hinten) zugedeckt, so daß sie nichts sehen.

10. Es ist gleich, ob du sie warnst, oder nicht. Sie glauben (so oder so) nicht.

11. Du kannst (mit deiner Botschaft) nur jemand warnen, der der Mahnung folgt und den Barmherzigen im verborgenen fürchtet. Dem aber verkünde (daß er dereinst) Vergebung und vortrefflichen Lohn (zu erwarten hat)!

12. Wir (allein) machen die Toten (wieder) lebendig. Und wir schreiben auf, was sie früher getan, und die Spuren, die sie (mit ihrem Lebenswandel) hinterlassen haben. Alles haben wir in einem deutlichen Hauptbuch (?) aufgezählt.“